# فرودگاه بین‌المللی همیلتون
فرودگاه بین‌المللی همیلتون (به انگلیسی: Hamilton International Airport) یک فرودگاه همگانی با کد یاتا HLZ است که یک باند فرود آسفالت دارد و طول باند آن ۲۱۹۵ متر است. این فرودگاه در شهر هامیلتون (نیوزیلند) کشور نیوزلند قرار دارد و در ارتفاع ۵۲ متری از سطح دریا واقع شده‌است.

## شرکت‌های هواپیمایی و مقصدهای پروازی
| شرکت‌های هواپیمایی                             | مقصدهای پروازی                           |
| --------------------------------------------- | ---------------------------------------- |
| ایر نیوزلند لینک اجرا توسط ایر نلسون          | کرایست‌چرچ، پالمرستون نورث، ولینگتون      |
| ایر نیوزلند لینک اجرا توسط Mount Cook Airline | کرایست‌چرچ، ولینگتون                      |
| سان‌ایر                                        | گریت بریر، گیسبورن، آبی نورث شور، وانگری |